# مايك ديتزه
مايك ديتزه (بالإنجليزية: Mike Dietze)‏ هو لاعب كرة قدم أمريكي في مركز الوسط، ولد في 19 يوليو 1989 في ريدجوود في الولايات المتحدة. لعب مع NJ-LUSO Parma ‏.